# Малишевська сільська рада (Альменєвський район)
Ма́лишевська сільська рада (рос. Малышевский сельский совет) — сільське поселення у складі Альменєвського району Курганської області Росії.
Адміністративний центр — село Малишева.
Населення сільського поселення становить 869 осіб (2017; 1011 у 2010, 1282 у 2002).

## Склад
До складу сільського поселення входять:
| Населений пункт    | Населення, осіб (2002) | Населення, осіб (2010) |
| ------------------ | ---------------------- | ---------------------- |
| Алакуль, присілок  | 355                    | 314                    |
| Малишева, село     | 600                    | 441                    |
| Учкулево, присілок | 327                    | 256                    |